# صموئيل سمايلز
صموئيل سمايلز (بالإنجليزية: Samuel Smiles)‏ (23 ديسمبر 1812 - 16 أبريل 1904) مؤلف أسكتلندي ومصلح حكومي.
شجّعت تحفته الفنية «الاعتماد على الذات» (1859) على التوفير.

## النشأة والتعليم
وُلد سمايلز في هدينغتون شرق لوثيان في إسكتلندا، كان ابن جانيت ويلسون وصامويل سمايلز، وكان واحدًا من أحد عشر طفلًا بقيوا على قيد الحياة، وبالرغم من أن أفراد أسرته كانوا مشيِخيين إصلاحيين متشددين، لكنه لم يكن متدينًا.
درس سمايلز في مدرسة محلية ثم تركها في سن الرابعة عشرة، وبعدها تدرب ليصبح طبيبًا تحت إشراف الدكتور روبرت لويس، ما مكّن سمايلز من دراسة الطب في جامعة أدنبرة في عام 1829، حيث ازداد اهتمامه بالسياسة، وأصبح مؤيدًا قويًا لجوزيف هيوم، خلال ذلك الوقت، أصيب بمرض في الرئة، ونُصح والده بإرساله في رحلة بحرية طويلة.
توفي والده في عام 1832 جراء وباء الكوليرا، ولكن سمايلز تمكّن من مواصلة دراسته، لأن والدته ساعدته عبر إدارة متجر العائلة الصغير، وكان لعملها بلا كلل في سبيل إعانة نفسها وإخوته الصغار التسعة أثر قوي على حياة سمايلز في المستقبل، وساعده لتطوير نظرة حميدة ومتسامحة كانت تتعارض أحيانًا مع نظرة أسلافه المشيخيين الإصلاحيين.

## عمله كناشط
كتب في عام 1837 مقالات لصحيفة أدنبرة ويكلي كرونيكل وليدز تايمز، وقاد حملة من أجل الإصلاح البرلماني، ودُعي سمايلز في نوفمبر 1838، ليصبح محررًا صحيفة ليدز تايمز، وهو المنصب الذي قبله وشغله حتى عام 1842.  
أصبح سمايلز في مايو 1840سكرتيرًا لجمعية الإصلاح البرلماني في مدينة ليدز، وهي منظمة تطالب بالأهداف الستة للحركة الوثيقية: الحق بالاقتراع العام لجميع الرجال فوق سن 21؛ ودوائر انتخابية متساوية الحجم؛ والتصويت بالاقتراع السري؛ وجعل الفوز بالانتخابات المؤهل الوحيد لضمان الدخول إلى البرلمان؛ ودفع رواتب للنواب والبرلمانيين السنويين.
دافع أيضًا عن قضايا جوهرية بصفته رئيس تحرير صحيفة ليدز تايمز، تتراوح من حق المرأة في التصويت، إلى التجارة الحرة والإصلاح البرلماني، ومع ذلك، فقد أثارت قلقه الدعوات لاستعمال العنف الجسدي في أواخر أربعينيات القرن التاسع عشر من قبل فييرجوس أوكونور وجورج جوليان هارني، فعلى الرغم من أنه اتفق معهم، لكن على ما يبدو أن التكتيكات الحالية للحركة لم تكن فعالة، قائلًا: «لن يشفي الإصلاح السياسي لوحده المجتمع من الشرور المتعددة التي تصيبه الآن».
في 7 ديسمبر 1843، تزوج صموئيل من سارة آن هولمز ديكسون في ليدز، وكان لديهم ثلاث فتيات وولدين، ثم غادر سمايلز صحيفة ليدز تايمز في عام 1845، وأصبح سكرتيرًا لسكة حديد ليدز وثيرك المشكَّلة حديثًا، وبعد تسع سنوات، عمل في السكك الحديدية الجنوبية الشرقية.
في خمسينيات القرن التاسع عشر، تخلى سمايلز عن اهتمامه بالبرلمان، وقرر أن المساعدة الذاتية هي أهم مكان للإصلاح. في عام 1859، نشر كتابه «الاعتماد على الذات»؛ مع الرسوم التوضيحية للشخصية والسلوك.
في عام 1866، أصبح سمايلز رئيسًا للمؤسسة الوطنية للادخار، ولكنه غادرها في عام 1871 بعد تعرضه لجلطة دماغية.

## كتاباته
في عام 1875، نشر سمايلز كتابه «التوفير» الذي قال فيه إن «الثروات ليست مدعاة للتميّز، والسوقيون فقط هم الذين تعجبهم الثروات باعتبارها غنىً»، وادّعى أن قانون تعديل قانون الفقراء لعام 1834 كان أحد أكثر قوانين العصر الحديث قيمة.
نُشرت في عام 1877 الرسائل التي كتبها سمايلز في شبابه إلى المنزل أثناء رحلته البحرية في سن المراهقة، وكذلك السجلات التي احتُفظ بها في رحلته إلى أستراليا وأمريكا بين فبراير 1869، ومارس 1871، وطُبعت في لندن على شكل كتاب، تحت عنوان «رحلة فتى حول العالم».

## شيخوخته وموته
كُلف السير جورج ريد برسم لوحة لسمايلز، وانتهى منها في عام 1877 وأصبحت الآن ضمن مجموعة المتحف الوطني في لندن.
كما يمكن العثور على نسخ من خط يده في أرشيف مجلس لوثيان الشرقية.
عندما عاد ويليام غلادستون إلى السلطة عام 1892، وعرض كرئيس للوزراء مشروع قانون الحكم الداخلي الأيرلندي الثاني، كتب سمايلز إلى ابنه في أولستر: «إياك والتمرد، ابق هادئًا، على الرغم من أنني أرى اسمك بين المحرضين.... إن رسالتك مقلقة للغاية... وصل غلادستون إلى السلطة ونحن مهددون بالحرب الأهلية، ولا يمكن أن يكون ذلك نتيجة لقيادة دولة جيدة، لكن هناك أعضاء ليبراليون يرحبون بالجنون، للأسف، من أجل الليبرالية».
كتب سمايلز إلى لوسي سمايلز في عام 1893: «إن مشروع قانون الحكم هذا فظيع... أشعر بالفزع الشديد من رجال الدولة البائسين، الذين أخطؤوا وألقوا البلاد في حالة من الاضطراب. لا أستطيع أن أفهم كيف يمكن لهذا العدد من الأشخاص في هذا القسم من بريطانيا أن يتبعوا هذا الجنون، تمامًا مثل قطيع من الأغنام، إنه ببساطة يكاد ينفجر من الغرور، يا حسرتاه! يا حسرتاه على الليبرالية!».
توفي صموئيل سمايلز في 16 أبريل 1904، في كنسينغتون في لندن ودُفن في مقبرة برومبتون، وسرت إشاعات أنه حصل على لقب فارس قبيل وفاته بفترة وجيزة لكنه رفض قبوله.

## كتاب الاعتماد على الذات
تكمن أصول كتابه الأكثر شهرة، الاعتماد على الذات، في خطاب ألقاه سمايلز في مارس 1845 استجابةً لطلب من جمعية التحسين المتبادل، نُشر باسم «تعليم الطبقات العاملة».
رفضت دار نشر روتليدج التي كانت حديثة التأسيس نشر الكتاب في عام 1855، وبعد عشرين عامًا، كان سمايلز جالسًا بجوار جورج روتليدج في مأدبة عشاء، وقال له: «ومتى، يا دكتور سمايلز، سنحظى بشرف بنشر أحد كتبك؟» فأجاب سمايلز بأن السيد روتليدج كان لديه بالفعل شرف رفض كتاب الاعتماد على الذات، وعلى الرغم من أن جون موراي كان على استعداد لنشر كتاب مساعدة الذات على نظام مناصفة الأرباح، فقد رفض سمايلز ذلك لأنه لم يكن يريد أن يفقد الكتاب لمسته، ثم نشر سمايلز الكتاب ذاتيًا في عام 1859، مع الاحتفاظ بحقوق الطبع والنشر، بينما دفع لجون موراي عمولة قدرها 10 بالمئة، وبيعت 20,000 نسخة في غضون سنة واحدة من نشرها، وعند وفاة سمايلز في عام 1904، كان قد باع أكثر من ربع مليون نسخة.
ساعد كتاب الاعتماد على الذات سمايلز في الوصول إلى الشهرة بين ليلة وضحاها تقريبًا، فقد أصبح ناقدًا بارزًا ومعلمًا، وتُطلَب استشارته كثيرًا.
أصبح لسمايلز فجأة منزلة اجتماعية عالية، وكانت الطلبات تنهال عليه لوضع أحجار الأساس، أو الجلوس أمام الرسامين، أو لتقديم الجوائز للأطفال الأيتام، وإلقاء الخطب من المنصات. كانت تلك الطلبات مبعث سرور للرجل البسيط، لكنه بطبيعة الحال لم يستطع قبولها بسبب التزاماته بالعمل، فواجباته لم تكن فوق أي منصة عامة، بل في مكتبه مع عمله.

## مسودّة كتابه «السلوك»
اعتزم سمايلز نشر كتاب بعنوان السلوك، في عام 1896، وأرسله إلى ناشره، لكن جون موراي رفض نشره، وفي عام 1898 رُفض مرة أخرى، وبعد وفاة سمايلز في عام 1904، عُثر على مخطوطة كتاب «السلوك» في مكتبه، وبناء على نصيحة جون موراي، تخلّصوا منها.

## إرثه
وصف النائب الليبرالي ج. أ. روبوك في عام 1862 كتاب «أرباح العمال والإضرابات والادخار» بأنه كتاب رائع للغاية، واستشهد بمقاطع منه في خطابه.
وصف جورج برنارد شو، في كتابه مقالات فابيان في الاشتراكية (1889)، سمايلز بأنه بلوتارخ هذا العصر.
استوحى الكاتب الأمريكي أوريسون سويت ماردن إلهامه من صمويل سمايلز نتيجة لقراءة كتاب الاعتماد على الذات خلال شبابه، وبعد عقود، كتب كتاب «دفع المقدمة» (1894) وأصبح مؤلفًا محترفًا نتيجة لتأثير سمايلز عليه.
ادّعى الخبيران الاقتصاديان الليبراليان الجديدان أ. هوبسون وأ. ف. مومري في كتابهما فيزيولوجيا الصناعة (1889)، أن الادخار أدى إلى نقص تحريك رأس المال والعمالة خلال فترات الكساد التجاري.
أثنى ويليام بويد كاربنتر أسقف ريبون في عام 1905، على سمايلز، وتذكر ظهور كتاب صموئيل سمايلز، الاعتماد على الذات قبل 40 أو 50 عامًا وإعطائه المحاضرات في ليدز لتشجيع الشباب على الانخراط في تحسين الذات، وقُرئت كتبه بنهمٍ كبير.
ادّعى النائب العمالي ديفيد غرينفيل، في مناظرةٍ حول مشروع قانون المدفوعات الانتقالية (تحديد الحاجة)، أن مشروع قانون عام 1932 لم يميز ضد غير المقتصد، والمهمل، والمبذر، ولكن ضد الشخص المجتهد، والمقتصد، الذي دفع غرامة باهظة.
فرض وزير العمل عقوبة على كتاب الاعتماد على الذات، وصب جام غضبه على صموئيل سمايلز وجميع أعماله.
استشهد الليبرالي إرنست بن بصموئيل سمايلز عام 1949 عندما تكلم عن أهمية الاعتماد على الذات.

## روابط خارجية
- صموئيل سمايلز على موقع الموسوعة البريطانية (الإنجليزية)